# Veljko Petrović
Pour les articles homonymes, voir Petrović.

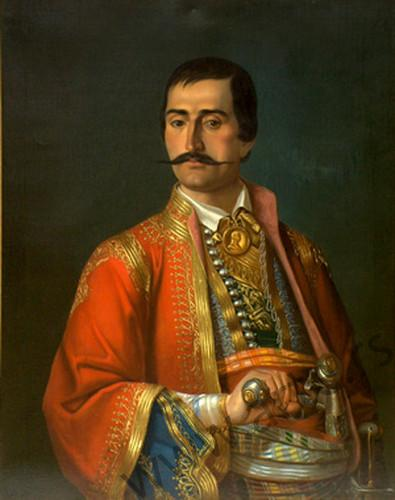
Le haïdouk Veljko Petrović peint par Uroš Knežević en 1853.

Hajduk Veljko Petrović, en serbe cyrillique Вељко Петровић (né vers 1780 – mort en 1813) était un hors-la-loi d'origine valaque, né dans la région de Timoc de l'Empire ottoman. qui s'est illustré lors de la premier soulèvement serbe contre les Turcs.
En 1807, il participa à la libération du Monténégro de l’emprise ottomane et, en 1809, il participa à la défense de Sokobanja. 
Veljko Petrović organisa la rébellion contre les Ottomans à l'Est de la Serbie. Il est mort à la bataille de Negotin en 1813, un monument est dressé en son honneur dans cette ville à l'endroit de son décès.
Apprécié pour son courage, le hajduk Veljko est célébré par la poésie épique serbe et valaque de Timoc. 

## Anecdotes
Il affirma : « Je donnerai ma tête, mais je ne donnerai pas la Krajina/Timoc »
Juste avant la bataille de Negotin, un de ses amis lui suggéra d’envoyer son or, ses bijoux et ses biens de valeur à sa famille pour qu’ils ne tombent pas aux mains des Ottomans. Mais Veljko refusa : il considérait que cette lâcheté était indigne d’un grand hajduk.